# Speonomus abeillei
Speonomus abeillei es una especie de escarabajo del género Speonomus, familia Leiodidae. Fue descrita por Félicien Henry Caignart de Saulcy en 1872. Se encuentra en Francia.

## Subespecies
Se reconocen las siguientes:
- S. a. abeillei
- S. a. bouilloni